# Euphlyctinides rava
Euphlyctinides rava är en fjärilsart som beskrevs av Hering '. Euphlyctinides rava ingår i släktet Euphlyctinides och familjen snigelspinnare. Inga underarter finns listade i Catalogue of Life.